# Шиндлер, Отто
Отто Шиндлер (нем. Otto Schindler; 1 декабря 1906, Вена — 4 сентября 1959, Пуатье) — немецкий ихтиолог.
В 1931 году стал работать в Зоологической государственной коллекции Мюнхена. В 1937 году участвовал в шестимесячной экспедиции в Бразилию. После Второй Мировой войны его повысили до куратора ихтиологии. В 1950-х годах ездил в Стокгольм, чтобы вернуть из зарубежных музеев некоторые мюнхенские экспонаты. В 1953—1954 годах снова побывал в Южной Америке. Собрал много видов с озера Титикака и помог разрешить диспут о квотах на рыболовство на этом озере между Перу и Боливией. Он был представителем последней, а от имени Перу переговоры вёл другой немец.
В его честь назван род рыб Шиндлерии.